# ضرعاء خضراء الأزهار
ضرعاء خضراء الأزهار (الاسم العلمي:Mammillaria viridiflora) هي نوع نباتي يتبع جنس الضرعاء من فصيلة الصبارية.